# St. Ingberter Waldstreit

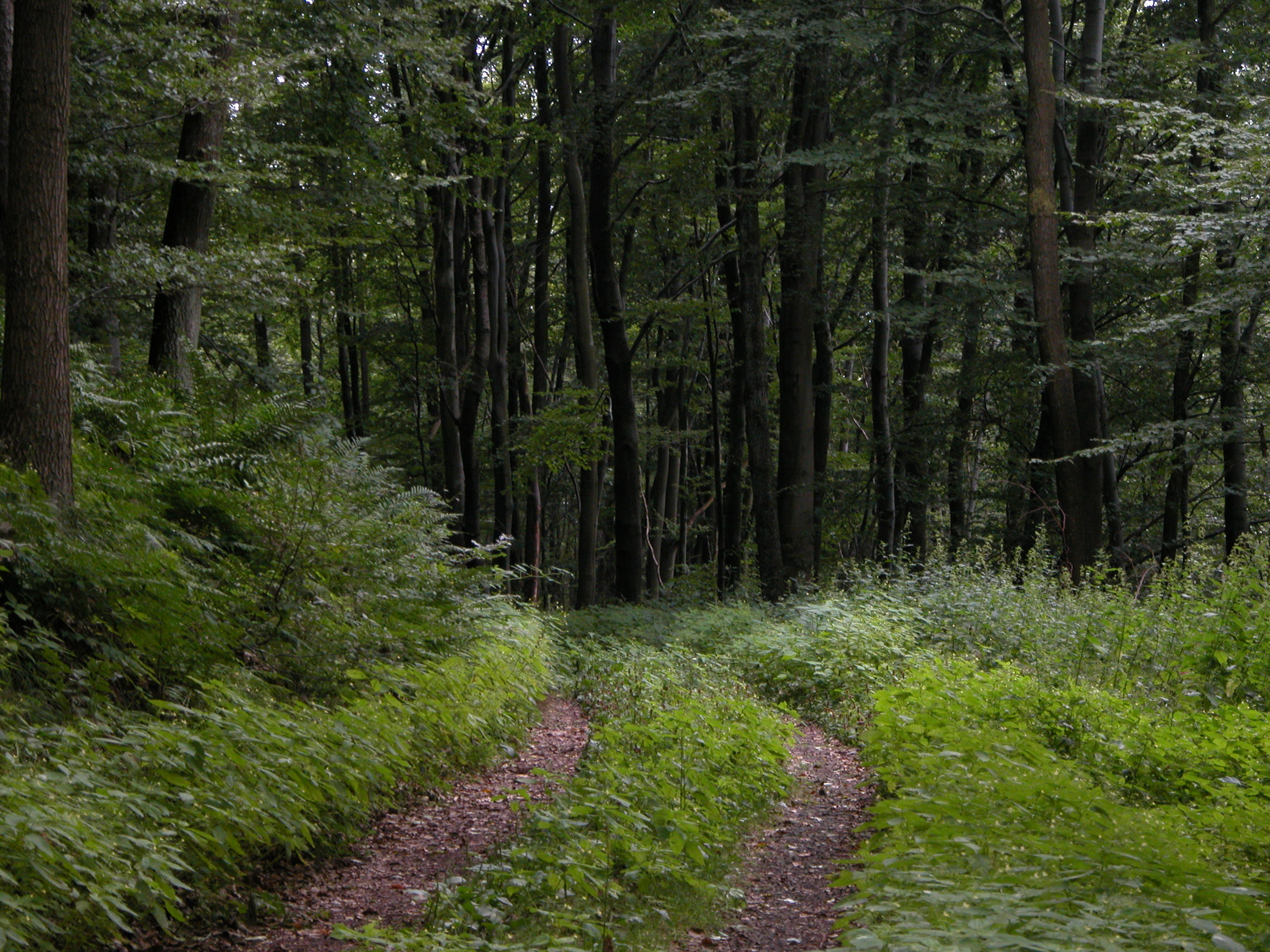
Im Wald bei St. Ingbert

Der St. Ingberter Waldstreit (auch St. Ingberter Waldprozess) wurde in den Jahren 1754 bis 1791 ausgetragen. Dabei war strittig, welche Holznutzungsrechte den Gemeinsleuten von St. Ingbert in den Waldungen der Herrschaft der Reichsgrafen von der Leyen auf der Gemarkung von St. Ingbert zustanden. Der Prozess ging über zwei Instanzen für die St. Ingberter verloren und gelangte dann bis zur letzten Instanz beim Reichskammergericht in Wetzlar. 1789 kam es zur militärischen Reichsexekution gegen St. Ingbert. Als Beispiel für Hunderte ähnlicher Prozesse um die Ressource Holz im 18. Jahrhundert wurde der St. Ingberter Waldstreit durch Historiker mehrfach behandelt.

## Grundlagen
Um St. Ingbert, das naturräumlich in der St. Ingberter Senke liegt, steht der mittlere Buntsandstein an, dessen Böden für eine landwirtschaftliche Nutzung ungeeignet sind. Die 888 (als Lantoluinga, später Lendelfingen) erstmals genannte Gemeinde St. Ingbert blieb in ihrer Entwicklung in der vorindustriellen Zeit auf die fruchtbare Talaue beschränkt, während rings um die Siedlung große Waldgebiete lagen. In diesen Wäldern und soweit die Gemarkung St. Ingbert reichte (die Gemarkungsgrenzen waren teils mit den Nachbargemeinden strittig) beanspruchten die Gemeinsleute von St. Ingbert seit alters ein Recht auf Brennholz- und Bauholzentnahme, die Waldweide und etwas Jagd auf Niederwild für den Eigenbedarf, die Herrschaft beanspruchte das Jagdrecht und das Eigentum am Wald. Nach dem Dreißigjährigen Krieg war das Dorf St. Ingbert fast entvölkert und auch auf ehemals landwirtschaftlich genutzten (also im Privateigentum der St. Ingberter Bauern stehenden) Flächen war Wald emporgekommen. Mit der Übernahme der gemeindlichen Forstaufsicht durch die Regierungsförster seit 1732 und der Verknappung und Verteuerung der Ressource Holz in der Mitte des 18. Jahrhunderts entwickelte sich nun ein Streit zwischen der Gemeinde St. Ingbert und der Herrschaft um die Berechtigungen im Wald, insbesondere um die Bezahlung des Brenn- und Bauholzes.

## Verlauf

### Prozess
Nachdem es mehrfach zu Differenzen über die Holzberechtigungen gekommen war, erhob 1754 der gräflich-Leyensche Fiscal (Anwalt der Regierungskasse) gegen die Gemeinde St. Ingbert beim Amt Blieskastel förmlich Klage mit dem Ziel, die Gemeinde aus den dasigen Waldungen zu verdrängen. Nach elfjährigem Prozess erging 1765 in Blieskastel das Urteil in erster Instanz aufgrund eines bei der Universität Marburg eingeholten umfangreichen Gutachtens, das der Gemeinde St. Ingbert das Besitzrecht an den Waldungen absprach. Das Holz sollte zukünftig nur noch gegen Bezahlung aus dem Wald entnommen werden dürfen. Die Prozesskosten wurden gegeneinander verglichen. Die Gemeinde St. Ingbert appellierte eine Woche später gegen das Urteil bei der hochgräflich Leyenschen Kanzlei zu Koblenz als der nächsthöheren Instanz. Auch hier unterlag die Gemeinde nach sechsjährigem Prozess auf Grund auswärtiger Rechtsgutachten (so der Universitäten Heidelberg und Göttingen) und das Urteil 1771 gab dem Fiskus Recht.
Die Gemeinde St. Ingbert appellierte darauf 1771 beim höchsten Gericht des Reiches, beim kaiserlichen Reichskammergericht in Wetzlar. Der Prozess schleppte sich nun unter hohen Kosten für beide Seiten weitere 18 Jahre bis 1789 hin. Weder gelang es den Grafen von der Leyen, deren Vorgänger St. Ingbert 1664 von den früheren Besitzern, den Kurfürsten von Trier und den Herren von Helmstatt, gekauft hatten, noch der Gemeinde St. Ingbert, das Bestehen oder Nichtbestehen der Beholzigungsrechte überzeugend nachzuweisen, da beide Seiten Präzedenzfälle vorweisen konnten. Manchmal war Holz gegen Entgelt abgegeben worden, manchmal unentgeltlich. Insbesondere hatten im 17. Jahrhundert Wiederbesiedelung und Wiederaufbau Vorrang gehabt und Bauholz war manchmal unentgeltlich abgegeben worden. Darauf gründete sich aber kein Rechteerwerb.
Als der Prozess vor dem Reichskammergericht für die Waldstreiter immer aussichtsloser wurde, verfielen sie auf die Idee, dem Gericht ein gefälschtes Weistum vorzulegen. Bei dem Dokument, das im Oktober 1772 urplötzlich auftauchte, handelte es sich angeblich um eine Bannerneuerung von 1601. Dieses Dokument sollte die behaupteten Nutzungsrechte der St. Ingberter Bürger belegen. Die Fälschung durch den hochstift-speyerischen Oberförster und Urkundenfälscher Johann Wilhelm Hannitz war allerdings so plump, dass Wolfgang Krämer 25 erkennbare Fehler aufzählt. Das Dokument wurde von den Prüfern des Reichskammergerichts wegen falscher Besiegelung nicht als Beweismittel zugelassen. Auf das Ergebnis des Prozesses hatte die falsche Urkunde keinen Einfluss.

### 1789: Eskalation
1789 eskalierten die Ereignisse. Die Gemeinde St. Ingbert, ermutigt durch die zwischenzeitlich im nahen Königreich Frankreich ausgebrochene Französische Revolution, und die vormundschaftlich regierende Gräfin Marianne von der Leyen gerieten in der Waldfrage aneinander. Die Gemeinde suchte Unterstützung bei anderen Gemeinden, die Gräfin suchte Hilfe beim Kaiser. Am 17. September 1789 versammelten sich 19 der insgesamt 38 Gemeinden des Oberamts Blieskastel zu einer Landschaftsversammlung in Ommersheim, bei der von St. Ingbert und weiteren Gemeinden zahlreiche weitere Klagepunkte gegen die Gräfin vorgebracht und dieser am 19. September überreicht wurden. Parallel dazu erging auf Betreiben der Gräfin am 18. September 1789 durch die Kaiserliche Kammergerichtskanzleiverwaltung in Wetzlar ein Offener Brief des Kaisers gegen St. Ingbert, Utweiler, Altheim, Neualtheim, Niedergailbach und andere Gemeinden des Oberamts Blieskastel mit der Aufforderung, alle eigenmächtigen Schritte zu unterlassen. Der Brief wurde am 21. September 1789 in St. Ingbert und weiteren Gemeinden verlesen und angeschlagen.
Die Entscheidung des Reichskammergerichts vom 26. September 1789 blieb unbeachtet; der obrigkeitshörige Ortsvorsteher wurde vertrieben und am 9. Oktober 1789 wurden der Wald, die Kohlegruben, die Schmelz und andere herrschaftliche Werke durch die Bevölkerung besetzt.
Nun erwirkte die Gräfin eine Reichsexekution gegen die revoltierenden Gemeinden - dem militärischen Einmarsch durch kurpfälzische und Kurmainzer Truppen von 326 Mann vom 6. Dezember 1789 mit zwei Geschützen hatten die Gemeinden nichts entgegenzusetzen: Gräfin von der Leyen siegte auf ganzer Linie. Den Gemeinden wurden die Exekutionskosten auferlegt, die durch Pfändungen beigetrieben wurden: Auf St. Ingbert entfielen 18.650 Gulden, die auf die 150 Gemeinsleute umgelegt wurden.
Nach dem Abzug der Soldaten im Januar 1790 kam es am 21. März 1790 erneut zu Unruhen in St. Ingbert, diesmal wegen der Exekutionskosten. Daraufhin wurde ein Wachkommando nach St. Ingbert verlegt, das bis zum 3. Februar 1791 dort stand. Mittlerweile waren für die Gemeinde wie für den Fiskus so hohe Anwalts- und Exekutionskosten angefallen, dass sie am 3. Februar 1791 zu einem Vergleich bereit waren, da ihnen die finanziellen Mittel zu einer Fortsetzung des Prozesses fehlten.

## Ergebnis
Der Prozess endete am 3. Februar 1791 mit einem endgültigen Vergleich zu Blieskastel. In dem Vertrag wurden die Eigentumsrechte der Grafen von der Leyen anerkannt. Allerdings erhielten die St. Ingberter Bürger einige Vergünstigungen, die ihnen an besonderen „Holz- und Laubtagen“ eine gewisse Nutzung des Waldes erlaubten. Obwohl der von der Leyensche Waldbesitz schon 1820 in andere Hände überging, wurden diese Nutzungsrechte erst 1950 abgelöst.
Nachdem Ende 1792 das Kriegsgeschehen im Ersten Koalitionskrieg die Saar- und Bliesgegend erfasste, ersuchte die Gemeinde St. Ingbert im November 1792 bei der französischen Distriktsverwaltung in Saarlouis und erneut am 6. Dezember 1792 bei der französischen Distriktsverwaltung in Saargemünd um Aufnahme (im damaligen Sprachgebrauch Réunion, Wiedervereinigung) in die Französische Republik, nach deren Gesetzen sie „leben und sterben“ wollten, um ihr „Leben in der Sklaverei eines despotischen Souveräns“ nicht weiterführen zu müssen. Die entsprechende Petition unterschrieben 76 St. Ingberter Personen, das heißt etwa die Hälfte der politisch berechtigten Gemeindebürger. Am 21. Februar 1793 wurde das Reunionsgesuch dem Nationalkonvent vorgelegt, der allerdings nicht darüber entschied.

## Erinnerung
Unter dem Decknamen „Heinrich Märker“ publizierte ein bekannter St. Ingberter Heimatforscher die Erzählung „Um Wald und Kohle“ (1925). Der St. Ingberter Heimatdichter Karl Uhl schrieb im Zusammenhang mit der 100-Jahr-Feier (1929) der Stadtwerdung St. Ingberts ein Heimatspiel „Die Waldstreiter“. Einige Straßen (z. B. Henrion-, Peter-Eich-, Hanspeter-Hellenthal-Straße) in dem Wohngebiet Mühlwald in St. Ingbert sind nach Waldstreitern benannt.

## Belege
1. 1 2 3  Krämer 1955, S. 187–235
2. 1 2  Schmidt 2002, S. 64
3. ↑  Krämer 1955, S. 197–202, mit Endnote 361 auf S. 59*–60* des Anmerkungsteils zu Johann Wilhelm Hannitz und mit Abbildung des gefälschten Weistums auf Tafel IX nach S. 192.
4. ↑  Herrmann 1989, S. 102–106
5. ↑  Abdruck bei Krämer 1955, S. 219, Faksimile bei Krämer 1955, S. 220
6. ↑  Abdruck bei Siegmund von Bibra (Hrsg.): Journal von und für Deutschland, Band 6, Ellrich 1789, S. 257f. Joseph II., römisch-deutscher Kaiser: Litterae Patentes Caesareae in Sachen der Gräflich von der Leyenschen Vormundschaft, wider die Gemeinden St. Ingberth, Utweiler, Altheim, Neualtheim, Gailbach und andere des Oberamts Bliescastell.
7. ↑  Krämer 1955, S. 220
8. ↑  Schmidt 2002, S. 64. Schmidt meint vermutlich den „Offenen Brief“ vom 18. September 1789, der datiert ist „Unserer Reiche, des Römischen, im Sechs und Zwanzigsten“ Jahr etc.
9. ↑  Krämer 1955, S. 230
10. ↑  Saarpfalz. Blätter für Geschichte und Volkskunde, Sonderheft 2012, Homburg, S. 69
11. ↑  Herrmann 1989, S. 114